# Römisch-katholische Kirche in Indonesien
Die römisch-katholische Kirche in Indonesien ist eine von sechs anerkannten Glaubensgemeinschaften Indonesiens. Bei den anderen handelt es sich um den Islam, Protestantismus, Hinduismus, Buddhismus und Konfuzianismus. Angehörige der römisch-katholischen Kirche stellen etwa drei Prozent der Bevölkerung des Landes. In der Provinz Nusa Tenggara Timur ist die Mehrheit der Bevölkerung katholisch.

## Geschichte
Die Geschichte des Katholizismus in Indonesien begann mit der Ankunft der Portugiesen auf der Suche nach den Molukken im frühen 16. Jahrhundert. Die Niederländer nahmen im Jahr 1609 Ambon ein. In ihrem Gebiet verboten sie den Katholizismus. Die katholische Kirche blieb in Flores und im östlichen Timor, welche unter portugiesischer Kontrolle waren.
In den Molukken wurden die Priester durch protestantische Niederländer ersetzt. Viele Katholiken wurden Protestanten.
Indonesien und der Heilige Stuhl unterhalten diplomatische Beziehungen. Apostolischer Nuntius ist seit September 2017 Erzbischof Piero Pioppo.
Papst Johannes XXIII. richtete einen Brief an das Episkopat Indonesiens (AAS 1961, 296–299)

## Diözesanstruktur
- Erzbistum Medan
  - Bistum Padang
  - Bistum Sibolga
- Erzbistum Palembang
  - Bistum Pangkal-Pinang
  - Bistum Tanjungkarang
- Erzbistum Jakarta
  - Bistum Bandung
  - Bistum Bogor
- Erzbistum Semarang
  - Bistum Malang
  - Bistum Purwokerto
  - Bistum Surabaya
- Erzbistum Ende
  - Bistum Denpasar
  - Bistum Larantuka
  - Bistum Maumere
  - Bistum Ruteng
- Erzbistum Kupang
  - Bistum Atambua
  - Bistum Weetebula
- Erzbistum Pontianak
  - Bistum Ketapang
  - Bistum Sanggau
  - Bistum Sintang
- Erzbistum Samarinda
  - Bistum Banjarmasin
  - Bistum Palangkaraya
  - Bistum Tanjung Selor
- Erzbistum Makassar
  - Bistum Amboina
  - Bistum Manado
- Erzbistum Merauke
  - Bistum Agats
  - Bistum Jayapura
  - Bistum Manokwari-Sorong
  - Bistum Timika